# Samsung Galaxy S24
Samsung Galaxy S24 é uma linha de smartphones considerados de última geração desenvolvidos e projetados pela Samsung. Essa série sucede a linha anterior Samsung Galaxy S23 e são compostas pelo Samsung Galaxy S24, Samsung Galaxy S24 Plus e Samsung Galaxy S24 Ultra. Os modelos são vendidos com o sistema Android 14 e a interface One UI 6.1 e têm como principal novidade a presença da inteligência artificial Galaxy IA. O hardware dos telefones é composto pelo Exynos 2400 for Galaxy, bateria de 4.000 mAh com memória RAM de 8 gigabytes, tela AMOLED com resolução Full HD e taxa de atualização modificável de 1 a 120 Hz e mantém a certificação IP68 contra água e poeira. O Samsung S24 foi anunciado no evento Galaxy Unpacked em 17 de janeiro de 2024.

## Especificações

### Galaxy S24
- Sistema operacional: Android 14
- Processador: Exynos 2400 for Galaxy Deca-Core (1x 3,2GHz, 2x 2,9 GHZ, 3x 2,6GHZ e 4x 1,95GHz)[5]
- Memória RAM: 8 GB
- Armazenamento: 256 GB
- Cores: Violeta, Creme, Preto, Cinza, Verde, Azul, Laranja
- Peso: 167 gramas

- Tela: 6,0 polegadas, AMOLED Dinâmico 2X com Full HD+ e 120Hz
- Câmera traseira: 50 megapixels + 10 megapixels + 12 megapixels, com Foco Automático, Estabilizador de Imagem, Zoom Óptico de 3x e Zoom Digital de até 30x
- Câmera frontal: 12 megapixels com Foco Automático
- Conexões: 2G, 3G, 4G e 5G
- Bateria: 4000 mAh[6]

### Galaxy S24+
- Sistema operacional: Android 14
- Processador: Exynos 2400 for Galaxy Deca-Core (1x 3,2GHz, 2x 2,9 GHZ, 3x 2,6GHZ e 4x 1,95GHz)[5]
- Memória RAM: 12 GB
- Armazenamento: 512 GB
- Cores: Violeta, Creme, Preto, Cinza, Verde, Azul, Laranja
- Peso: 196 gramas

- Tela: 6,5 polegadas, AMOLED Dinâmico 2X com Quad HD+ e 120Hz
- Câmera traseira: 50 megapixels + 10 megapixels + 12 megapixels, com Foco Automático, Estabilizador de Imagem, Zoom Óptico de 3x e Zoom Digital de até 30x
- Câmera frontal: 12 megapixels com Foco Automático
- Conexões: 2G, 3G, 4G e 5G
- Bateria: 4900 mAh[6]

### Galaxy S24 Ultra
- Sistema operacional: Android 14
- Processador: Snapdragon 8 Gen 3 for Galaxy Octa-Core (1x 3,39GHz, 3x 3,1GHz, 2x 2,9GHz e 2x 2,2GHz)[7]
- Memória RAM: 12 GB
- Armazenamento: 512 GB
- Cores: Titânio Cinza, Titânio Preto, Titânio Violeta, Titânio Creme, Titânio Azul, Titânio Verde, Titânio Laranja
- Peso: 232 gramas

- Tela: 6,8 polegadas, AMOLED Dinâmico 2X com Quad HD+ e 120Hz
- Câmera traseira: 200 megapixels + 50 megapixels + 10 megapixels + 12 megapixels, com Foco Automático, Estabilizador de Imagem, Zoom Óptico de 3x e 5x e Zoom Digital de até 100x
- Câmera frontal: 12 megapixels com Foco Automático
- Conexões: 2G, 3G, 4G e 5G
- Bateria: 5000 mAh[6]